# Max Lorenz (calciatore)
Max Lorenz (Brema, 19 agosto 1939) è un ex calciatore tedesco, di ruolo centrocampista.

## Palmarès

### Club

#### Competizioni nazionali
- Campionato tedesco: 1

Werder Brema: 1964-1965
- Coppa di Germania: 1

Werder Brema: 1960-1961